# Challenger de Nonthaburi 2025
El torneo Nonthaburi Challenger 2025 fue un torneo de tenis perteneció al ATP Challenger Tour 2025 en la categoría Challenger 75. Se trató de la 11ª edición; el tuvo tendrá lugar en la ciudad de Nonthaburi (Tailandia), desde el 30 de diciembre hasta el 6 de enero de 2025 sobre pista dura al aire libre.

## Jugadores participantes del cuadro de individuales
| Preclasificado | País                  | Jugador              | Rank1 | Posición en el torneo |
| 1              | Bandera de Argentina  | Marco Trungelliti    | 143   | Segunda ronda         |
| 2              | Bandera de Francia    | Grégoire Barrère     | 162   | FINAL                 |
| 3              | Bandera de Alemania   | Henri Squire         | 178   | Primera ronda         |
| 4              | Bandera de Francia    | Titouan Droguet      | 182   | Segunda ronda         |
| 5              | Bandera de Francia    | Clément Chidekh      | 189   | Segunda ronda         |
| 6              | Bandera de Kazajistán | Timofey Skatov       | 191   | Primera ronda         |
| 7              | Bandera de Rumania    | Filip Cristian Jianu | 214   | Primera ronda         |
| 8              | Bandera de Líbano     | Benjamin Hassan      | 218   | Segunda ronda         |

- 1 Se ha tomado en cuenta el ranking del 23 de diciembre de 2024.

### Otros participantes
Los siguientes jugadores recibieron una invitación (wild card), por lo tanto ingresan directamente al cuadro principal (WC):
- Thanapet Chanta
- Kasidit Samrej
- Wishaya Trongcharoenchaikul

Los siguientes jugadores ingresan al cuadro principal tras disputar el cuadro clasificatorio (Q):
- Kimmer Coppejans
- Maximus Jones
- Hiroki Moriya
- Rei Sakamoto
- Marat Sharipov
- Clément Tabur

## Campeones

### Individual Masculino
- Aslan Karatsev derrotó en la final a  Grégoire Barrère por 7–6(5), 7–5

### Dobles Masculino
- Kokoro Isomura /  Rio Noguchi derrotaron en la final a  Zdeněk Kolář /  Neil Oberleitner por 7–6(3), 7–6(9)